# Lutz Dombrowski
Lutz Dombrowski (Zwickau, 25 de junho de 1959) é um ex-atleta da Alemanha Oriental, campeão olímpico do salto em distância em Moscou 1980.
Melhor saltador de toda a história da Alemanha Oriental nos Jogos Olímpicos, depois de vencer o Campeonato Europeu de Atletismo de 1979, Dombrowski saltou 8m54 nos Jogos de Moscou, o que foi um recorde em saltos a nível do mar e permanece até hoje como  recorde nacional alemão. Na época, foi o segundo melhor salto do mundo, atrás apenas dos 8m90 de Bob Beamon, na altura da Cidade do México nos Jogos de 1968.

## Stasi
Depois de encerrar a carreira e da unificação das Alemanhas, ele elegeu-se para o Parlamento (Bundestag) por um partido de esquerda, o PDS, e cumpriu oito anos de mandato até ser descoberto que na época da Alemanha Oriental ele havia trabalhado quase oito anos para a Stasi, a polícia secreta da DDR, o que o fez renunciar ao cargo..
Hoje ele trabalha como professor de esportes na Alemanha e representa uma sociedade esportiva em Schwäbisch Gmünd.